# Schmalspurbahn Ćuprija–Ravna Reka
| Sächsische IV K am Bahnhof Senjski Rudnik im Ersten Weltkrieg |                          |                    |                   |
| Streckenverlauf |                          |                    |                   |
| Streckenlänge: | 31 km                    |                    |                   |
| Spurweite: | 750 mm (bis 1908) 760 mm |                    |                   |
| Maximale Neigung: | 33 ‰ / 46 ‰              |                    |                   |
| Minimaler Radius: | 45 m                     |                    |                   |
| Streckengeschwindigkeit: | 25 km/h                  |                    |                   |
| |                          |                    |                   |
| \| \| \| Belgrad–Niš \| m. i. J. \| \| \| 0,0 \| Ćuprija \| 121 \| \| \| 0,4 \| Donja Ćuprija \| 121 \| \| \| 1,9 \| Rasputnica \| Rasputnica \| \| \| \| nach Paraćin \| \| \| \| 10,7 \| Senje \| 199 \| \| \| 13,4 \| Manastir Ravanica \| Manastir Ravanica \| \| \| 17,6 \| Vavilo \| 376 \| \| \| 19,3 \| Stranac \| Stranac \| \| \| 21,2 \| Senjski Rudnik \| 472 \| \| \| 22,2 \| Okno \| Okno \| \| \| 26,0 \| Pasuljanske Livade \| 693 \| \| \| 31,3 \| Ravna Reka \| 606 \| |                          |                    |                   |
| Bahnhof quer |                          | Belgrad–Niš        | m. i. J.          |
| Haltepunkt / Haltestelle Streckenanfang (Strecke außer Betrieb) | 0,0                      | Ćuprija            | 121               |
| Dienststation / Betriebs- oder Güterbahnhof (Strecke außer Betrieb) | 0,4                      | Donja Ćuprija      | 121               |
| Blockstelle (Strecke außer Betrieb) | 1,9                      | Rasputnica         | Rasputnica        |
| Abzweig geradeaus, nach rechts und von rechts (Strecke außer Betrieb) |                          | nach Paraćin       | nach Paraćin      |
| Bahnhof (Strecke außer Betrieb) | 10,7                     | Senje              | 199               |
| Haltepunkt / Haltestelle (Strecke außer Betrieb) | 13,4                     | Manastir Ravanica  | Manastir Ravanica |
| Bahnhof (Strecke außer Betrieb) | 17,6                     | Vavilo             | 376               |
| Haltepunkt / Haltestelle (Strecke außer Betrieb) | 19,3                     | Stranac            | Stranac           |
| Bahnhof (Strecke außer Betrieb) | 21,2                     | Senjski Rudnik     | 472               |
| Dienststation / Betriebs- oder Güterbahnhof (Strecke außer Betrieb) | 22,2                     | Okno               | Okno              |
| Bahnhof (Strecke außer Betrieb) | 26,0                     | Pasuljanske Livade | 693               |
| Kopfbahnhof Streckenende (Strecke außer Betrieb) | 31,3                     | Ravna Reka         | 606               |

Die Schmalspurbahn Ćuprija–Ravna Reka war eine von 1892 bis 1966 mit Dampflokomotiven betriebene Zechenbahn mit einer Spurweite von anfangs 750 mm und später 760 mm (Bosnische Spurweite). Es handelte sich dabei um die erste vom Staat gebaute Schmalspurbahn in Serbien.

## Streckenverlauf
Die 31 Kilometer lange Strecke führte vom Bahnhof Donja Ćuprija an der Bahnstrecke Belgrad–Niš durch zwei Schluchten auf ein Hochplateau in der Nähe von Pasuljanske Livade. Die Eisenbahn wurde gebaut, um Kohle aus mehreren der größten Kohlebergwerke Serbiens zu transportieren. Aufgrund des schwierigen Geländes wurde die Adhäsionsbahn mit kleinen Bogenradien von nur 45 bis 50 m und sehr großen Steigungen gebaut. Der maximale Anstieg vor Senjski Rudnik betrug 33 ‰, zwischen Senjski Rudnik und Ravna Reka erreichte der Anstieg dann sogar bis zu 46 ‰. Nach dem Sattel bei Pasuljanske Livade fiel die Strecke in das Becken von Ravna Reka mit 24 ‰. Wegen dieser schwierigen Trassierung wurden 46 statt 31 Tarifkilometer verrechnet.
In der Praxis erwiesen sich die Anstiege bei der Bergauffahrt mit unbeladenen Zügen als weitgehend unproblematisch, es gab allerdings Probleme bei der Bergabfahrt der vollbeladenen Züge. Als noch kleine dreiachsige Lokomotiven eingesetzt wurden, kam es gelegentlich zu Bremsproblemen und zu mehreren schweren Entgleisungen.

## Geschichte
Der erste Streckenabschnitt nach Senjski Rudnik wurde mit einer Spurweite von 750 mm gebaut und am 2. Dezemberjul. / 14. Dezember 1892greg. eröffnet. Am 1. Januarjul. / 14. Januar 1908greg. wurde die Strecke bis Ravna Reka verlängert und im Zuge dessen wurde die vorhandene Strecke auf die Bosnische Spurweite von 760 mm umgespurt.
Am 29. Oktoberjul. / 11. November 1915greg. wurde von Ćuprija ausgehend eine Verbindungsstrecke nach Paraćin (Ausgangspunkt der Schmalspurbahn nach Zaječar) in Betrieb genommen. Dadurch konnte man die geförderte Kohle unter anderem auch nach Bor zu den dortigen Bergwerken bringen.
Es entstand dadurch auch eine Verbindung zum serbischen Schmalspurnetz, anfänglich kurzzeitig bis 1916 über ein Dreischienengleis nach Stalać und ab dem 21. Septemberjul. / 4. Oktober 1924greg. schließlich über eine neue, parallel zur Bahn Belgrad–Niš verlaufende Schmalspurstrecke.
Als 1960 die normalspurige Eisenbahnstrecke aus Richtung Markovac nach Resavica verlängert wurde, wurde der Kohletransport zunehmend auf die Normalspurbahn verlagert. Daraufhin wurde 1961 der Abschnitt zwischen Ravna Reka und Senjski Rudnik stillgelegt und schließlich wurde am 21. Mai 1966 der Rest der Eisenbahnstrecke außer Betrieb genommen.

## Fahrzeugeinsatz
Zu Beginn wurde der Betrieb mit dreifach gekuppelten Loks von Hartmann durchgeführt, diese wurden als SDŽ 351 bis 353 bezeichnet. Da diese dem Betrieb zunehmend nicht genügten, kamen ab 1902 deutlich stärkere Gelenklokomotiven zum Einsatz – anfangs ein Einzelstück der Bauart Hagans (SDŽ 381, JDŽ 193), später ab 1907 mehrere Lokomotiven der Bauart Mallet (SDŽ 391–402, JDŽ 90-001–007) und weit nach dem Ersten Weltkrieg kam dann noch eine Meyer-Lok (JDŽ 90-008) zum Bestand.
Die JDŽ 90-008 war die ab 1917 von der Heeresfeldbahn auf der Strecke Kézdiszentlélek–Jakabfalva in Siebenbürgen eingesetzte Sächsische IV K der ehemaligen Nummer 139. Sie kam 1918 zur Schmalspurbahn Zabrežje–Valjevo, wurde bald darauf nach Bosanski Brod überführt, gelangte 1919 als 13 005 zur SHS und ging 1933 in den Bestand der neu gegründeten JDŽ über, die sie auf der Strecke Ćuprija–Senjski Rudnik–Ravna Reka einsetzte.
Die Wagen waren nicht mit der klassischen bosnischen Kupplung, sondern mit der damit kompatiblen sogenannten Senj-Kupplung ausgestattet. Diese Kupplung wurde beim Bau der Eisenbahn von den Sächsischen Eisenbahnen übernommen und bis zum Ende beibehalten.